# Xindu (Xingtai)
Xindu (en chino, 信都; pinyin, Xìndū) es un distrito urbano bajo la administración directa de la Prefectura Xingtai  en la Provincia de Hebei, República Popular China.  Su área es de  km² y su población total para 2010 superó los  mil habitantes. 

## Administración
Desde julio de 2023, el  Distrito Xindu se divide en 25 pueblos que se administran en 8 subdistritos, 11  poblados y 6 villas.

## Toponimia
llamada originalmente Qiaoxi (桥西 'al occidente del puente'), el distrito se estableció en 1980 y recibió su nombre por su ubicación al oriente del paso subterráneo del ferrocarril Beijing-Guangzhou. 
En junio de 2020, Qiaoxi pasó a llamarse Xindu. El topónimo Xindu es muy antiguo, durante el período de los Reinos Combatientes (475-221 a. C.), el territorio formaba parte del Estado Zhao. Durante el periodo del Marqués Cheng se construyeron el Tantai y el Palacio Xin y se nombró la región como Xindu 'la capital de Xin', la ciudad fue establecida como la capital secundaria del estado Zhao.